# Manuel Milá
Manuel Milá y Fontanals (Vilafranca del Penedès, 4 maggio 1818 – Barcellona, 16 luglio 1884) è stato un filologo e traduttore spagnolo, fondatore della moderna filologia spagnola e primo, vero critico dell'opera dantesca in Spagna.

## Biografia
Nato a Villafranca del Panadés, Manuel Milá y Fontanals studiò nel 1833 diritto e filosofia alle università di Cervera e di Barcellona. Fu professore di estetica e di storia della letteratura generale e spagnola all'Università di Barcellona (1845), ratificato come docente cattedratico mediante concorso nazionale nel quale si aggiudicò il primo posto. Tra i suoi alunni si contarono scrittori e intellettuali di notevole rilievo come Antonio Rubió y Lluch, Miquel Costa y Llobera e Joan Maragall, ma sovra tutti quanti Marcelino Menéndez Pelayo, suo discepolo prediletto. Morì a Barcellona nel 1884.

## Il pensiero

### La prima fase
Si è soliti dividere il pensiero di Milá in tre tappe. Nella prima, che inizia nel 1844, nonostante fosse un gran conoscitore dei classici greci e latini, abbracciò con fervore il Romanticismo, prima nella sua veste liberale e dopo in quella tradizionalista, contribuendo a diffonderlo decisivamente. In questo senso fu molto importante il suo articolo Clásicos y románticos, pubblicato sul El Vapor nel 1836, che può considerarsi come un vero manifesto del movimento romantico. Compilò questo lavoro nel suo libro Algunos estudios literarios (1836), che raccoglie anche poesie catalane scritte in castigliano, come El trovador del Panadés, e la sua prova semidrammatica Fasque nefasque, sotto l'influsso di Goethe e Byron, che poi abiurò per considerarlo come un gioco giovanile. Il suo entusiasmo per il romanticismo storico è molto chiaro ne La moral literaria, contraste entre la escuela escéptica y Walter Scott (1842) e in questa linea si spiegano i suoi Romances de los Reyes Católicos en Barcelona (1842). Più tardi documenterà la introduzione del romanticismo in Catalogna con lo scritto Un párrafo de historia literaria: El Europeo de 1823 (Diario de Barcelona, 1854).

### La seconda e terza fase

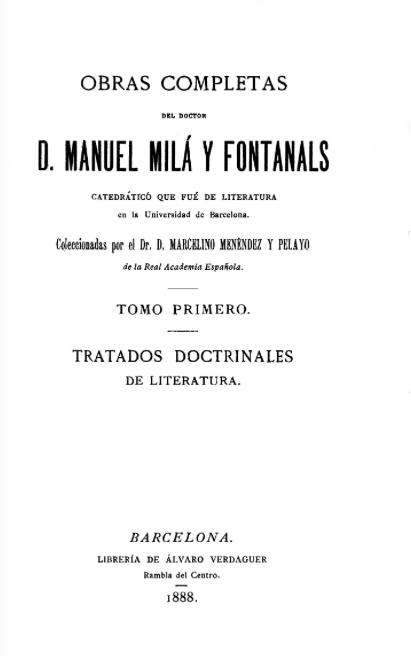
Portada del primer tomo de las Obras Completas de Milá, editadas por su discípulo M. Menéndez Pelayo

Dopo la pubblicazione del  Compendio de arte poética (1844) in forma di prontuario, totalmente imbevuto di idee romantiche, si fa iniziare la sua seconda tappa di studio e silenzio fino al 1853. Da questa emerge la terza fase, in cui Milán y Fontanals emerge come fervente filologo romanzo e pensatore estetico dotato di grande capacità di risoluzione. È il 1857, l'anno della pubblicazione sotto forma di libro dei Principios de Estética, la gran data del Milá filosofo e della fondazione dell'estetica in terra spagnola. Grande amico di Pablo Piferrer, Rubió e altri, fino al 1853 pensava che il catalano fosse una lingua impossibile da modernazzare, e guardava alla cultura catalan più con nostalgia che con sguardo proiettato verso il futuro; ma da quella data fu un fermo convincitore della Renaixença. Per dare esempio creativo, scrisse in catalano varie poesie, come La cançó del pros Bernat (1867), La mort de Galinol, (1867) y La complanta d'en Guillem, benché la lingua scientifica e filosofica fu sempre il castigliano. È interessante ricordare come il Romancerillo catalán (1853) lo scrisse in castigliano, lavoro rifatto e ripubblicato tre decenni dopo, da cui proviene il testo di Els segadors, in seguito utilizzato come inno catalano.

### L'attività filologica ed estetica
Oltre al suo grande contributo alla filologia, Milá è un importante autore di estetica e teoria della letteratura: la sua opera teorica principale è Principios de Estética (1857), che riunisce i suoi due saggi sulla materia apparsi poco prima nel Diario de Barcelona, del quale fu un assiduo collaboratore. Secondo Aullón de Haro, redattore della rivista, essa costituisce lo stabilimento specifico della disciplina estetica in Spagna, poi biforcata in due correnti a seguito della versione di Krause fatta da Francisco Giner de los Ríos. Solo per questa ideazione Milá y Fontanals merita un posto di primo rango nella storia del pensiero spagnolo. Successivamente Milá offrì ampliamenti dell'opera teorica iniziale, non solo come Estética ma come Principios de teoría estética y literaria (1869) e come Estética y TeorÍa literaria, dove insieme alla parte teoretica e all'integrazione critica delle dottrine degli autori decisivi come Kant o Hegel rimane esposto il suo proprio pensiero sopra l'arte e la letteratura. Successivamente, Principios de Literatura General y Española (1873) culminano questo grande tracciato formato da teoria estetica, storiografica e critica. Certamente la funzione più riconosciuta o diffusa da Milá e quella di padre della filologia spagnola, poiché corrisponde all'introduzione in Spagna di metodi moderni di ricerca storico-letteraria e all'estensione del suo oggetto.

### La "riscoperta di Dante"
Oltre alla tradizione letteraria castigliana e catalana, Milá si occupò anche di letteratura italiana, dedicandosi alle opere di Silvio Pellico, di Alessandro Manzoni e di Dante Alighieri. Di quest'ultimo curò, sul Diario de Barcelona, tra il 3 e il 28 settembre del 1856, la serie Dante, riassuntiva del valore della Commedia, delle "opere minori" e della figura umana del poeta fiorentino. Come ricorda Joaquin Arce: «L'importanza degli articoli non risiede nel loro contenuto dottrinale e critico ma nel loro significato nella Spagna dell'Ottocento, in quanto sono il primo studio d'insieme di un critico spagnolo sul poeta italiano, decisivo nella rinascita della devozione dantesca».